# 門內多夫
門內多夫（德語：Männedorf）是瑞士联邦苏黎世州迈伦区的市镇。该市镇面积为4.78平方千米，海拔高度419米，2018年12月31日人口数为11,242人。